# Albatros Al 102
L'Albatros Al 102, o L 102 con la denominazione aziendale pre-RLM, era un monomotore monoplano da addestramento ad ala alta sviluppato dall'azienda aeronautica tedesca Albatros Flugzeugwerke GmbH nei primi anni trenta e prodotto, oltre che dalla stessa, anche dalla Focke-Wulf Flugzeugbau AG.
Destinato al mercato dell'aviazione generale venne in realtà utilizzato nelle scuole di volo tedesche dell'epoca per la formazione dei nuovi piloti destinati alla Luftwaffe.
Dal modello ne verrà ricavata una variante idrovolante a scarponi, dalla velatura biplano-sesquiplana, ed una successiva nella quale vennero introdotte delle modifiche ideate da Kurt Tank ed identificata come Focke-Wulf Fw 55.

## Storia del progetto
Dopo l'assorbimento da parte della Focke-Wulf , nel settembre 1931, i velivoli continuarono ad essere prodotti con la vecchia denominazione fino all'avvento della nuova normativa emessa dal Reichsluftfahrtministerium.
Vennero prodotti anche due esemplari in versione idrovolante a scarponi, dall'aspetto così differente da essere considerati dei modelli a sé stante più che delle semplici varianti. Era infatti dotato di configurazione alare biplana oltre ai necessari galleggianti adottati in sostituzione del classico carrello. Il primo denominato L 102 W (Wk.N. 124, successivamente ridenominato Al 102 W) venne prodotto dall'Albatros, il secondo, già prodotto dalla Focke-Wulf e denominato anch'esso inizialmente Al 102 W (matricola civile D-2711) venne successivamente ridenominato come Focke-Wulf Fw 55 W.

## Tecnica
Di aspetto convenzionale, era dotato di una fusoliera con due abitacoli separati in tandem che terminava in un tradizionale piano di coda dall'impennaggio cruciforme monoderiva e dai piani orizzontali controventati. L'ala era posizionata alta e controventata, collegata alla fusoliera tramite una serie di montanti, piccoli e verticali centralmente, lunghi ed obliqui lateralmente. Il carrello d'atterraggio era fisso integrato posteriormente da un pattino d'appoggio.

## Versioni
L 102 (poi Al 102)
versione terrestre, prodotta in 8 esemplari.
Al 102 W
versione idrovolante a scarponi dotata di configurazione alare biplana, realizzata in 2 esemplari. Successivamente ridenominata Focke-Wulf Fw 55 W.

## Utilizzatori
Germania
- Luftwaffe
  - Deutsche Versuchsanstalt für Luftfahrt (DVL)
  - Deutsche Verkehrsfliegerschule (DVS)